# 加特卡
51°9′34″N 34°4′19″E / 51.15944°N 34.07194°E
哈特卡（烏克蘭語：Гатка）是位於烏克蘭東北部的村莊，由蘇梅州科諾托普區的布林市鎮負責管轄。該村處於科沙爾斯凱附近，距離新米爾3公里，海拔高度166米，2001年人口90。